# Agentul guvernamental la CEDO al Guvernului României
Instituția Agentului guvernamental pentru Curtea Europeană a Drepturilor Omului funcționează la Ministerul Afacerilor Externe din luna iulie 2003, fiind transferată de la Ministerul Justiției prin Ordonanța de Urgență a Guvernului nr. 64/2003 privind stabilirea unor măsuri privind înființarea, organizarea, reorganizarea sau funcționarea unor structuri din cadrul aparatului de lucru al Guvernului, a ministerelor, a altor organe de specialitate ale administrației publice centrale și a unor instituții publice.

## Demersuri concrete ale instituției Agentului guvernamental
Instituția Agentului Guvernamental urmărește, în acele cazuri în care acest lucru este posibil, impulsionarea demersurilor administrative care ar putea conduce la soluționarea pe plan intern, anterior pronunțării Curții, a unor cazuri în care, fie este posibil un nou recurs intern, ca urmare a adoptării noii legislații în materie, fie încălcarea dreptului se datorează neexecutării unei hotărâri interne. În aceste cazuri, în eventualitatea reușitei demersurilor administrative în vederea restituirii, respectiv a punerii în posesie, se va putea evita condamnarea statului român prin solicitarea radierii cauzelor de pe rolul Curții sau prin încheierea unor convenții de soluționare amiabilă.
Urmărirea, alături de instituțiile competente, a armonizării legislației și practicii administrative și judecătorești cu standardele impuse de Curtea Europeană a Drepturilor Omului prin hotărârile pronunțate împotriva României (care, conform art. 46 al Convenției Europene a Drepturilor Omului, sunt obligatorii pentru țara noastră), pe de o parte, precum și, cu titlu preventiv, prin hotărârile pronunțate în alte spețe relevante, constituie un obiectiv prioritar al Agentului guvernamental.
Această componentă legislativă constituie un aspect esențial al executării hotărârilor CEDO de către statele părți la Convenția Europeană a Drepturilor Omului, care este urmărită de către Comitetul Miniștrilor (forul politic al Consiliului Europei) și, are totodată, o deosebită relevanță la nivelul Uniunii Europene, în aprecierea de către aceasta a îndeplinirii criteriilor politice de aderare.

## Reglementarea instituției Agentului guvernamental
- Ordonanța Guvernului României nr. 94/1999 privind participarea României la procedurile în fața Curții Europene a Drepturilor Omului și a Comitetului Miniștrilor ale Consiliului Europei și exercitarea dreptului de regres al statului în urma hotărârilor și convențiilor de rezolvare pe cale amiabilă (publicată în M. Of. nr. 431 din 31 august 1999), aprobată cu modificări și completări prin Legea nr. 87/2001 – link anexa 3, modificată și completată prin Ordonanța de Urgență a Guvernului nr. 64/2003 – link anexa 1 privind stabilirea unor măsuri privind înființarea, organizarea, reorganizarea sau funcționarea unor structuri din cadrul aparatului de lucru al Guvernului, a ministerelor, a altor organe de specialitate ale administrației publice centrale și a unor instituții publice (publicată în M. Of. nr. 464 din 29 iunie 2003) și prin Ordonanța de Urgență a Guvernului nr. 48/2008 (publicată în Monitorul Oficial nr. 330 din 25 aprilie 2008)
- Hotărârea Guvernului României nr. 868/2003 privind organizarea și funcționarea Agentului guvernamental pentru Curtea Europeană a Drepturilor Omului
- Hotărârea Guvernului României nr. 100/2004 privind organizarea și funcționarea Ministerului Afacerilor Externe.

## Atribuțiile instituției Agentului guvernamental
- Întocmește actele și apărările necesare, înfăptuiește orice alte acte procesuale, ia măsurile necesare pe plan intern și realizează orice alte acte sau activități legate de reprezentarea intereselor statului la Curtea Europeană a Drepturilor Omului și la Comitetul Miniștrilor;
- Sesizează Curtea în numele României cu o cauză interstatală, pe baza deciziei Guvernului;
- Formulează intervenția voluntară într-o cauză aflată pe rolul Curții, în care reclamantul este un cetățean român, iar pârâtul un alt stat decât România, parte la Convenție;
- Formulează propuneri cu privire la desemnarea judecătorului ad-hoc, în cazurile prevăzute de Convenție;
- Colaborează cu autoritățile publice, instituțiile publice, regiile autonome, societățile comerciale cu capital majoritar public, precum și cu persoanele și structurile învestite cu o misiune de serviciu public, care sunt obligate să trimită Agentului guvernamental, la cererea și în termenul stabilit de acesta, toate actele, datele și informațiile necesare reprezentării intereselor statului român la Curte și la Comitetul Miniștrilor;
- Colaborează cu instanțele judecătorești, Curtea Constituțională, Curtea de Conturi, celelalte jurisdicții, Ministerul Public, organele de cercetare penală, notarii publici, executorii judecătorești și celelalte persoane sau structuri cu misiune de serviciu public, legate de înfăptuirea sau administrarea justiției ori a celorlalte activități jurisdicționale sau de executarea hotărârilor judecătorești ori a celorlalte acte jurisdicționale, care au obligația să trimită Agentului guvernamental, la cererea și în termenul stabilit de acesta, pe lângă actele, datele și informațiile necesare reprezentării intereselor statului român la Curte și la Comitetul Miniștrilor și actele privind procedurile aflate în curs de desfășurare în fața acestora, indiferent de stadiul în care se află, cu respectarea celerității procedurilor interne în curs;
- Poate solicita tribunalului competent teritorial, în cazul în care consideră necesar, efectuarea unei expertize judiciare, care să constituie mijloc de probă în cauza aflată pe rolul Curții;
- Încheie, în numele Guvernului României, convențiile de rezolvare pe cale amiabilă a unei cauze întemeiate pe o cerere individuală împotriva statului român, după ce Curtea îi comunică cererea;
- Informează ministrul afacerilor externe cu privire la modificările legislative care se impun în urma evoluției jurisprudenței Curții, în vederea promovării, împreună cu instituțiile competente, a actelor normative corespunzătoare.

## Colaborarea Agentului guvernamental cu alte instituții
La data de 11 noiembrie 2003 a fost semnat Protocolul de cooperare între Ministerul Afacerilor Externe și Institutul Național al Magistraturii referitor la educația juridică și formarea profesională privind sistemul de protecție a drepturilor omului prevăzut de Convenția Europeană a Drepturilor Omului.
Documentul vizează stabilirea unei baze permanente de colaborare între cele două instituții cu privire la aspecte legate în principal de activitatea instituției Agentului Guvernamental pentru Curtea Europeană a Drepturilor Omului, precum și de promovarea pregătirii aprofundate a magistraților în materia drepturilor omului.
Protocolul semnat între Ministerul Afacerilor Externe și Institutul Național al Magistraturii vizează atât activitatea de instruire a auditorilor de justiție (cursanții Institutului Național al Magistraturii, care vor deveni magistrați), cât și cea de pregătire continuă a magistraților, urmărindu-se în primul rând promovarea cunoașterii și aplicării directe a jurisprudenței Curții Europene a Drepturilor Omului, fără a se atinge prin aceasta principiul echilibrului și separației puterilor în stat.

## Proceduri la Curtea Europeană a Drepturilor Omului

### Cereri individuale
Prevederi relevante din Convenția pentru apărarea drepturilor omului: articolul 34 (cereri individuale) și articolul 35 (condiții de admisibilitate)

#### Condiții
- Curtea poate fi sesizată printr-o cerere de către orice persoană fizică, orice organizație neguvernamentală sau de orice grup de particulari care se pretinde victimă a unei încălcări de către una dintre Înaltele părți contractante a drepturilor recunoscute în Convenție sau în Protocoalele sale
- Curtea nu poate fi sesizată decât după epuizarea căilor de recurs interne
- Curtea poate fi sesizată într-un termen de 6 luni de la data deciziei interne definitive (ultima hotărâre definitivă a instanțelor din România)

Pentru a fi admisibilă, cererea trebuie
- să nu fie anonimă;
- să nu fie în mod esențial aceeași cu o cerere examinată anterior de către Curte sau deja supusă unei alte instanțe internaționale de anchetă sau de reglementare, dacă ea nu conține fapte noi;
- să nu fie incompatibilă cu dispozițiile Convenției sau ale Protocoalelor sale;
- să nu fie în mod vădit nefondată sau abuzivă.

Rezolvarea pe cale amiabilă și declarația unilaterală
Prevederi relevante: articolele 37, 38 și 39 din Convenție; articolele 8, 81 și 10 din Ordonanța Guvernului nr. 94/1999
Convenția de rezolvare pe cale amiabilă se încheie între Guvernul României, reprezentat de Agentul guvernamental, și reclamant sau reprezentantul acestuia.
Convenția de rezolvare pe cale amiabilă poate fi semnată doar după ce Curtea comunică Agentului guvernamental cererea reclamantului.
Sumele stabilite prin convenția de rezolvare pe cale amiabilă se plătesc în termenul prevăzut de convenția de rezolvare pe cale amiabilă sau, dacă un asemenea termen nu este prevăzut, în 3 luni de la data semnării convenției de rezolvare pe cale amiabilă. 
O altă modalitate de a pune capăt litigiului, în cauzele repetitive în care reclamantul nu acceptă soluționarea amiabilă, o reprezintă formularea unei declarații unilaterale, prin care Guvernul recunoaște încălcarea Convenției și se angajează să ia o serie de măsuri individuale și generale pentru a repara prejudiciul material și moral cauzat victimei, precum și a preveni apariția unor cauze similare în viitor. Această modalitate de soluționare a litigiului este agreată de Curtea Europeană, care a radiat de pe rol o serie de cauze (cu titlu de exemplu: Tahsin Acar împotriva Turciei, Meriakri împotriva Moldovei, Gergely împotriva României, Kalanyos împotriva României), ca urmare a declarației unilaterale a guvernului pârât, invocând art. 37 alin. 1 lit. c) din Convenție, care prevede că instanța europeană poate radia o cerere de pe rol atunci când continuarea examinării cererii nu se mai justifică.

## Texte ale Consiliului Europei
Convenția pentru apărarea drepturilor omului și a libertăților fundamentale, semnată la Roma la 4 noiembrie 1950, ratificată de România prin Legea nr. 30 din 13 mai 1994, publicată în M. Of. nr. 135 din 31 mai 1994.
Textul Convenției a fost revizuit în conformitate cu prevederile Protocolului nr. 2 (STE 44) care face parte integrantă din Convenție, intrat în vigoare la 21 septembrie 1970, ale Protocolului nr. 3 (STE 45), intrat în vigoare la 21 septembrie 1970, ale Protocolului nr. 5 (STE 55), intrat în vigoare la 20 decembrie 1971, ale Protocolului nr. 8 (STE nr. 118), intrat în vigoare la 1 ianuarie 1990. Toate dispozițiile care au fost amendate sau adăugate prin aceste protocoale sunt înlocuite prin Protocolul nr. 11 (STE 155), intrat în vigoare la 1 noiembrie 1998, care a abrogat și Protocolul nr. 9 (STE 140), intrat în vigoare la 1 octombrie 1994. 
Protocol adițional la Convenția pentru apărarea drepturilor omului și a libertăților fundamentale(Protocolul nr. 1 - STE 9); 
Protocolul nr. 4 la Convenția pentru apărarea drepturilor omului și a libertăților fundamentale, recunoscând anumite drepturi și libertăți, altele decât cele înscrise în Convenție și în primul Protocol adițional la Convenție (STE 46); 
Protocolul nr. 6 la Convenția pentru apărarea drepturilor omului și a libertăților fundamentale privind abolirea pedepsei cu moartea (STE 114); 
Protocolul nr. 7 la Convenția pentru apărarea drepturilor omului și a libertăților fundamentale (STE 117); 
Protocolul nr. 12 la Convenția pentru apărarea drepturilor omului și a libertăților fundamentale (STE 177).

## Link-uri utile
- Consiliul Europei - http://www.coe.int/
- Curtea Europeană a Drepturilor Omului - http://www.echr.coe.int/
- Biroul de Informare al Consiliului Europei - http://www.coe.ro/ Arhivat în 29 iunie 2012, la Wayback Machine.
- Înalta Curte de Casație și Justiție - http://www.scj.ro/
- Parchetul de pe lângă Înalta Curte de Casație și Justiție -  http://www.mpublic.ro/
- Consiliul Superior al Magistraturii - http://www.csm1909.ro/
- Institutul Național al Magistraturii - http://www.inm-lex.ro/